# Keur (Dendermonde)

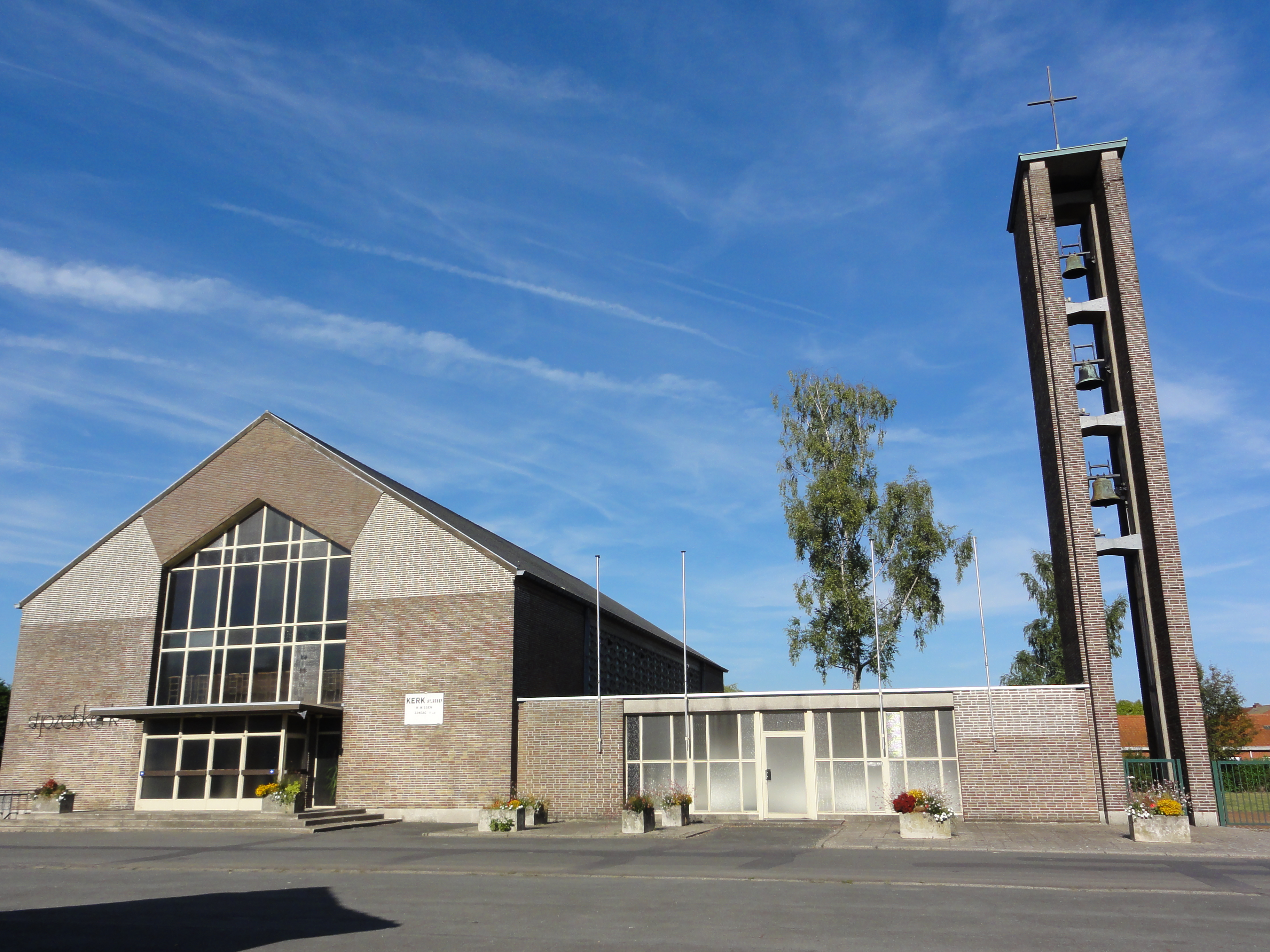
Sint-Jozef Arbeiderkerk

Het Keur of 't Keur of Keur is een wijk in de Belgische stad Dendermonde. De wijk ligt ten oosten van het centrum van Dendermonde en had vanaf 1966 tot 2021 een eigen parochie.
Ten zuiden van het Keur ligt de wijk Lutterzele, ten oosten het industriegebied Hoogveld.

## Geschiedenis
Na de Tweede Wereldoorlog verhuisden vele mensen, uit houten woningen in de stad, naar plaatsen buiten de stad. Zo ontstond onder andere een gemeenschap aan de Mechelse steenweg, die men "Het Keur" noemde. Tussen 1955 en 1960 werden er 175 sociale woningen gebouwd naar ontwerp van architect Emmanuel Hiel. De plechtig inhuldiging op 1 oktober 1960 werd bijgewoond door Minister van Volksgezondheid en van het Gezin Paul Meyers en Minister van Openbare Werken en van Wederopbouw Omer Vanaudenhove. Vanaf 1967 tot eind jaren 1970 werden er sociale woningen bijgebouwd.
In 1958 besloot men een noodkerkje te bouwen dat in september van dat jaar werd ingewijd door Monseigneur O. Schelfhout. Stilaan vond men dat de wijk een eigen identiteit kreeg en groot genoeg was geworden om een zelfstandige parochie te worden. Zo ontstonden de plannen voor het bouwen van een grotere kerk.
In 1967 begonnen de bouwwerken in opdracht van pastoor-deken Vanovermeire. De architect was Dom Antoon van de Benedictijnenabdij van Dendermonde. Het werd een kerk in Duitse garagestijl met een mooie glazen wand en een sobere inrichting.
Op 23 november 1970 werd de nieuwe kerk ingewijd en werd de parochie zelfstandig met als patroonheilige Sint-Jozef Arbeider.
Eind jaren 80 kwamen er nog eens een 300 woningen bij door de verkaveling van het Kroonveld. Zo groeide de parochie uit tot een 3000 zielen.
In 2003 werd de wijk geteisterd door een pyromaan.
In 2021 werd de kerk onheiligd.

## Bezienswaardigheden
- De Sint-Jozef Arbeiderkerk

## Evenementen
- Jaarlijkse driedaagse Keurkermis met rommelmarkt, optredens en rondgang van het lokaal Ros Beiaard.[5]

Deelgemeenten: Appels · Baasrode · Dendermonde · Grembergen · Mespelare · Oudegem · Schoonaarde · Sint-Gillis-bij-Dendermonde 

Gehuchten en wijken: Boonwijk · Briel · Keur · Lutterzele · Vlassenbroek

Belgische gemeenten · Arrondissement Dendermonde · Oost-Vlaanderen · Vlaanderen